# Франтішек Кодеш

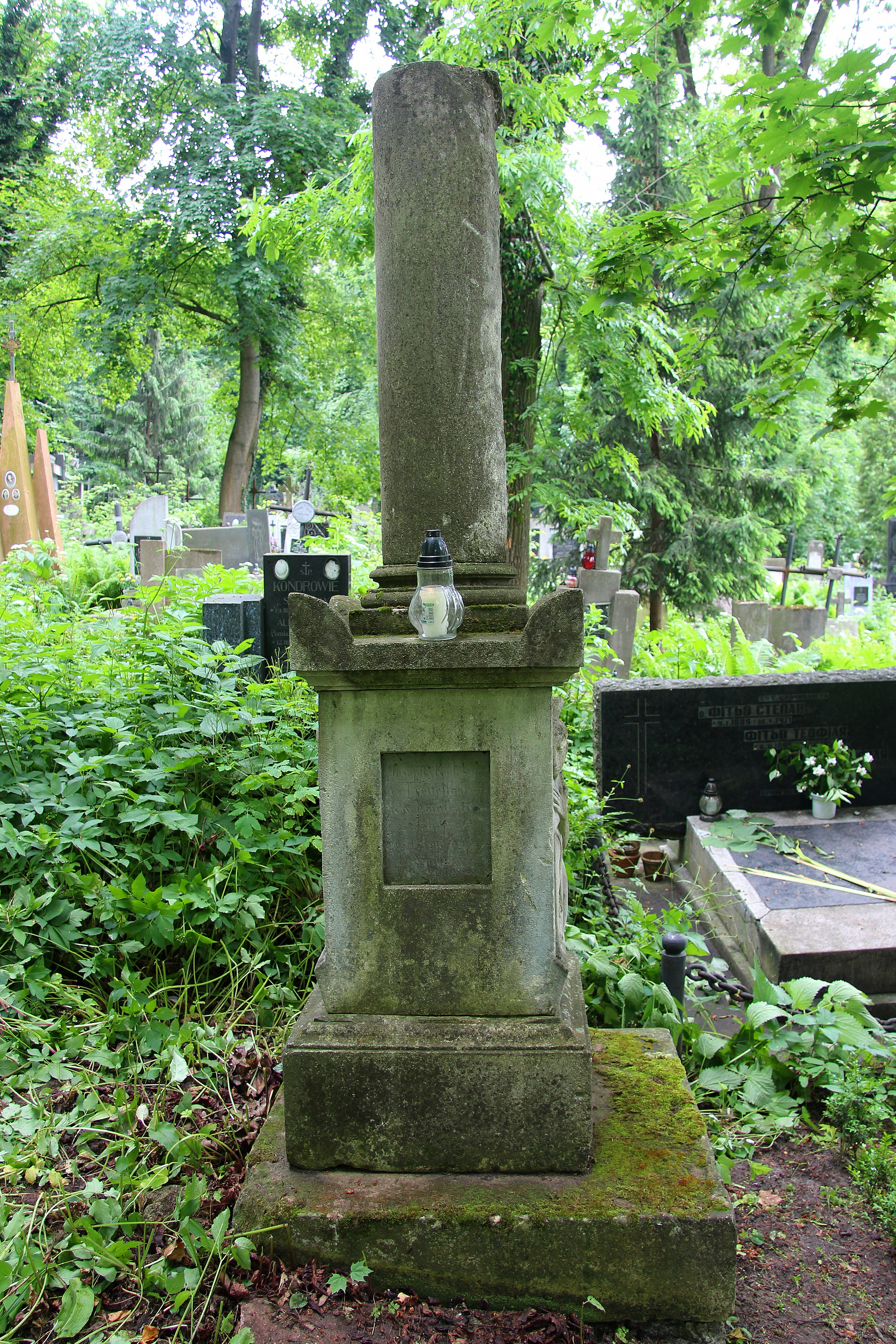

Франтішек Кодеш (чеськ. František Kodeš, нім. Franz Kodesch von Treuenhorst; 3 серпня 1761, Наход — 11 червня 1831, Львів) — професор чистої та прикладної математики Львівського університету, ректор Львівського університету в 1804—1805 роках, ректор Ягеллонського університету в 1808—1809 роках, ректор Львівського ліцею в 1815—1817 роках.

## Життєпис
Чех за походженням. Загальну освіту здобув у школах міст Находа і Брно, вищу освіту — в Карловому університеті в Празі, де був учнем видатних чеських професорів математиків Яна Тесанека (*1728-†1788) і Станіслава Видри (*1741-†1804) та астронома Антоніна Стрнада (*1746-†1799), керівника Клементинської астрономічної обсерваторії у Празі. Навчався майже одночасно з Алоїзом Мартіном Давідом (нім. Alois Martin David, *1757-†1836), майбутнім видатним німецько-чеським астрономом, картографом і теологом, членом Ордену регулярних каноніків-премонстрантів, засновником геодезичної астрономії, з яким потім підтримував дружні зв'язки та співробітничав усе життя.
15 березня 1787 року здобув за конкурсом кафедру математики Львівського університету. З вересня цього ж року він почав викладати в університеті. У 1789 і 1804 роках — декан філософського факультету, а в 1804—1805 роках — ректор університету.
У 1805 році австрійський уряд ліквідував Львівський університет. Замість нього почав діяти ліцей. Деякі професори переїхали до Краківського університету, серед них був і Фратнішек Кодеш. У Кракові він викладав математику та практичну геометрію, а також був у 1806 році деканом філософського факультету та у 1805—1807 роках керував Астрономічною обсерваторією. У 1810 році повернувся до Львова, де спочатку у ліцеї, а згодом в університеті був професором математики та практичної геометрії. У 1818, 1824 і 1829 роках виконував обов'язки декана філософського факультету, а в 1815—1816 і 1816—1817 роках — ректора ліцею. Видав власний підручник «Elementa mathesis purae» t.1 (1818), t.2 (1826). Маючи досвід виконання астрономічних спостережень з навчання в Празі та з роботи в Астрономічній обсерваторії у Кракові, Кодеш провадив астрономічні спостереження у Львові та інших містах.
Останні роки життя Франтішка Кодеша були дуже важкими: помер його єдиний син, радник шляхетського суду, захворівши на холеру, померла його дружина, а 11 червня 1831 року через холеру помер і сам Ф. Кодеш.
Похований Ф. Кодеш на полі № 20 Личаківського цвинтаря.

## Відзнаки
- золотий ланцюг з медаллю (1813)
- звання цісарського-королівського радника (1815)
- шляхетський титул з придатком фон Троєнгорст (1824)[4].